# École normale d'instituteurs de Mamou
L'École normale d'instituteurs de Mamou (ENI de Mamou) est un établissement d'enseignement supérieur public de Guinée, situé à Telico dans la ville de Mamou
Placé sous la tutelle du Ministère de l'Enseignement supérieur, de la Recherche scientifique et de l'Innovation (Guinée), Il compte a son inauguration 230 élèves- maîtres dont 120 filles.

## Localisation
L'ENI de Mamou est située dans le quartier Télico à 4 km de la ville de Mamou à proximité de l'Institut supérieur de technologie de Mamou.

## Histoire
Inauguré en 2021, la coopération guinéo-japonaise a financé par le gouvernement japonais le montant de 550.000 000 yuan, soit environ 44.000.000.000 franc guinéen pour la construction de l'ENI. L’école normale d’instituteurs de Mamou qui complète le nombre des écoles normales d’instituteurs en Guinée à dix.